# Polyamia alboneura
Polyamia alboneura är en insektsart som beskrevs av Delong 1918. Polyamia alboneura ingår i släktet Polyamia och familjen dvärgstritar. Inga underarter finns listade i Catalogue of Life.